# Mélange à quatre ondes
Le mélange à quatre ondes est un effet optique non linéaire, qui consiste en une intermodulation entre trois ondes électromagnétiques de nature à générer ou amplifier une quatrième.
Lorsque trois ondes de fréquences {\displaystyle \nu _{1}\,}, {\displaystyle \nu _{2}\,} et {\displaystyle \nu _{3}\,} interagissent dans un milieu non linéaire (un accord de phase est nécessaire), elles peuvent produire les fréquences {\displaystyle \nu _{4}=\nu _{1}\pm \nu _{2}\pm \nu _{3}}.

## Caractéristiques du processus
- En tant que processus du troisième ordre (i.e. proportionnel à {\displaystyle \chi ^{(3)}{\vec {E}}^{3}\,}), il est généralement d'intensité assez faible, intéressant seulement en l'absence de processus de second ordre (par exemple dans un matériau centrosymétrique, où la susceptibilité non linéaire d'ordre deux {\displaystyle \chi ^{(2)}} est nulle).

- L'accord de phase est en général réalisé non colinéairement dans les solides et colinéairement en utilisant la dispersion anormale dans les gaz.

- Le processus peut être largement plus efficace en présence d'une résonance à un ou deux photons (i.e. niveau excité du cristal considéré proche de l'énergie apportée par un ou deux des photons incidents).

## Utilisations
Le mélange à quatre ondes joue un rôle important dans la génération de supercontinuum dans les fibres optiques à cristal photonique, particulièrement dans le cas d'impulsions longues (durée supérieure à la picoseconde).
C'est également une cause de gêne majeure dans le domaine de télécommunications par fibre optique, particulièrement dans le cas de multiplexage en longueur d'onde.

## Mélange à quatre ondes dégénéré en fréquence
Lorsque les trois fréquences incidentes sont identiques, on parle de mélanges à quatre ondes dégénéré, ce qui peut être utilisé pour la réalisation de miroirs à conjugaison de phase ou la génération de troisième harmonique (THG).
Si les fréquences de deux des ondes sont identiques, on parle de mélange à quatre ondes partiellement dégénéré.

## Autres sources
- Electromagnétisme non linéaire, cours de 3e année de Robert Frey à l'institut d'optique, édition 1992.
- (en) Article sur le mélange à quatre ondes sur l'Encyclopedia of Laser Physics and Technology.